# Barão do Triunfo
Pour les articles homonymes, voir Barão.
Barão do Triunfo est une ville brésilienne de la mésorégion métropolitaine de Porto Alegre, capitale de l'État du Rio Grande do Sul, faisant partie de la microrégion de São Jerônimo et située à 91 km au sud-ouest de Porto Alegre. Elle se situe à une latitude de 30° 23′ 19″ sud et à une longitude de 51° 44′ 04″ ouest, à 258 m d'altitude. Sa population était estimée à 6 924 en 2007, pour une superficie de 437 km2. L'accès s'y fait par les RS-711 et RS-713.
Le nom est un hommage rendu au Baron do Triunfo (Barão do Triunfo, en portugais), titre du militaire originaire de Rio Pardo, Joaquim de Andrade Neves.
Les premiers immigrants européens arrivèrent dans l'endroit en 1889 après avoir débarqué à Charqueadas, sur le rio Jacuí. La configuration du lieu ne favorisa pas l'installation, tant la faune et la flore y étaient hostiles : forêts épaisses, relief accidenté, animaux sauvages, etc. S'installèrent donc, après maints efforts, des Italiens, des Polonais, des Allemands, des Espagnols, des Suédois, des Autrichiens et des Français. Ces derniers, qui n'avaient pas l'esprit à la colonisation, ne restèrent pas. Tous se dédièrent à l'agriculture dont ils allaient vendre les excédents dans les localités voisines. Les principales productions étaient le vin, la cachaça, le blé, le maïs et les haricots.
Les premières décennies d'installation furent prospères. Les chutes d'eau permettaient d'installer de petites scieries, des moulins à blé et maïs, des écosseurs de riz et des petites unités de production d'électricité. Ceci ne devait cependant pas durer : le 15 janvier 1941 se produisit un désastre majeur qui allait affecter le développement de la future commune. Des trombes d'eau s'abattirent et détruisirent tout en peu de temps. La géographie en fut même modifiée, le lit du cours d'eau local étant dévié de son trajet d'origine. Commença un isolement de deux longues années durant lesquelles de nombreuses personnes partirent vers des cieux plus cléments.
La vie reprit le dessus pour ceux qui restèrent, et Barão do Triunfo a repris sa vocation agricole des origines. La principale production est le tabac, mais il s'y cultive aussi des pastèques, du maté, des patates douce et du raisin, s'y produit de l'écorce d'acacia et du bois, ce dernier pour sécher les feuilles de tabac et les briques qui sont aussi une part de l'activité économique, tout comme l'élevage bovin. Il existe sur le territoire des gisements de pegmatite qui est exportée vers l'Europe.

## Villes voisines
- Arroio dos Ratos
- Mariana Pimentel
- Sertão Santana
- Cerro Grande do Sul
- Camaquã
- São Jerônimo